# Camas (Washington)
Camas — AFI /ˈkæməs/ — és una ciutat al comtat de Clark, Washington, amb una població de 26.065 habitants en el cens del 2020. La localitat limita amb la ciutat de Washougal per l'est, i amb el town de Vancouver (Washington) per l'oest. Camas és al marge de l'estat de Washington del riu Columbia, davant de Troutdale, Oregon, i forma part de l'àrea metropolitana de Portland.
Un dels principals trets geogràfics de la ciutat és Prune Hill, un volcà extint part del Boring Lava Field del nord-oest d'Oregon i el sud-oest de Washington.

## Història
Incorporada oficialment el 18 de juny de 1906, la ciutat rep el nom del lliri camas, una planta bulbosa semblant a una ceba molt apreciada pels nadius americans. El 1883 s'establí a la ciutat la primera fàbrica de paper amb el suport de Henry Pittock, un ric empresari d'Anglaterra que s'havia establert a Portland, Oregon, on editava i publicava el diari The Oregonian. A l'extrem oest del centre de Camas hi ha la gran fàbrica de paper de Georgia-Pacific, de la qual els equips de l'institut reben el seu nom, "the Papermakers".
El 1971 hi hagué quatre intents de fusionar Camas i Washougal que foren rebutjats pels votants.
Durant la Segona Guerra Mundial la fàbrica de Camas temporalment confegí peces i components per a vaixells de l'armada nord-americana produïts a les drassanes Kaiser Shipyards, que hi ha a prop. El 1950 la fàbrica de Camas fou la primera en produir tovallons de paper plegats. La fàbrica de "Crown Z" era el major ocupador de la zona el 1971, amb 2.643 dels aproximadament 3.700 treballadors de la fàbrica de paper del comtat de Clark. El 1986 Crown Zellerbach fou absorbida per James River Corporation; després de més fusions amb Fort Howard Paper Company el 1997 i Georgia-Pacific el 2000, Koch Industries adquirí Georgia-Pacific i la fàbrica de Camas el 2005. El 2018 Koch anuncià plans d'acomiadar entre 200 i 300 treballadors, i tancar tots els equips relacionats amb el paper de comunicacions, la conversió de paper fi i les operacions de fabricació de pasta de paper.
Temps enrere l'economia de la ciutat girava gairebé íntegrament entorn de la fàbrica de paper; en els darrers anys, però, les indústries a Camas i els voltants s'ha diversificat per l'afluència de diverses empreses d'alta tecnologia i de coll blanc. Entre aquestes hi ha Hewlett-Packard, Linear Technology, WaferTech i Underwriters Laboratories.

## Geografia
Segons l'Oficina del Cens la ciutat té una superfície de 15.25 milles quadrades (39.50 km2) de les quals 13.49 milles quadrades (34.94 km2) son terra ferma i 1,76 1.76 milles quadrades (4.56 km2) son cobertes per les aigües. Hi ha molts cossos d'aigua als límits de la ciutat, com ara Lacamas Lake, Lacamas Creek, Round Lake, Fallen Leaf Lake, Tug Lake, el riu Washougal i el riu Colúmbia.
Camas és a unes 20 milles (32 km) al nord-est de Portland, Oregon.

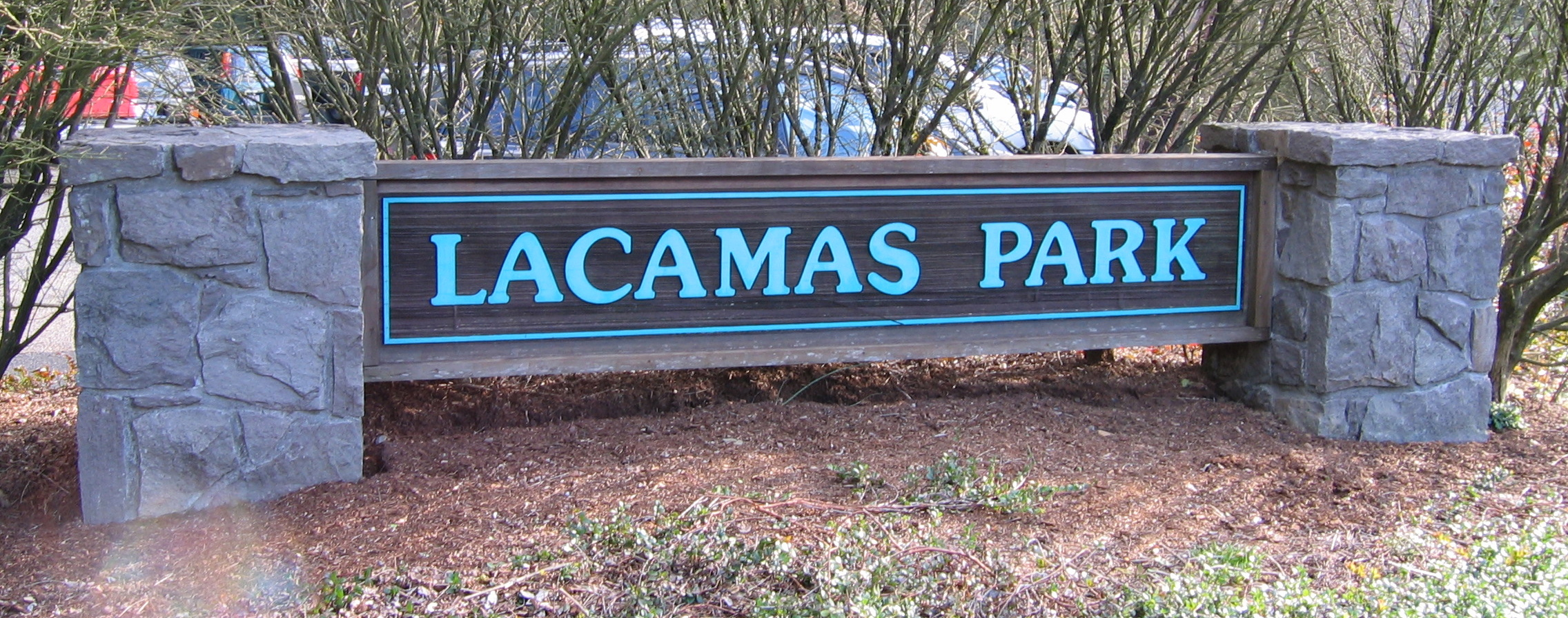
Senyal d'entrada al parc Lacamas

El parc Lacamas Park envolta el Round Lake i limita amb la carretera SR 500 al seu costat oest. A l'altra banda de la SR 500 hi ha Lacamas Lake. El parc està obert tot l'any i té barbacoes, un parc infantil, senders al voltant del parc i el llac, i accés als Camas Potholes. El parc té senders que condueixen als forats de Camas i als camps de lliris de Camassia, així com un camí circular d'1.2-milla (1.9 km) al voltant de Round Lake. Durant l'estiu les activitats aquàtiques a Round Lake també són habituals.

## Demografia

### Cens del 2020
En el cens del 2020 a la ciutat hi havia 26.065 persones i 8.923 llars resultant una densitat de 1.851,9 habitants per milla quadrada. El perfil racial de la ciutat era: d'un 76,3% de blancs, un 0,1% de negres o afroamericans, un 0,4% de nadius americans, un 9,9% d'asiàtics, un 0,2% d'illencs del Pacífic i un 10,1% de dues o més races. Els hispans o llatins de qualsevol raça eren el 7,2% de la població.

### Cens del 2010
En el cens del 2010 a la ciutat hi havia 19.355 persones, 6.619 llars i 5.241 famílies resultant una densitat de 1,434.8 habitants per milla quadrada (554.0/km2). Hi havia 7.072 habitatges amb una densitat mitjana de 524.2 per milles quadrades (202.4/km2) El perfil racial de la ciutat, d'acord als criteris de raça i etnicitat del cens era: d'un 87,4% de blancs, un 1,0% d'afroamericans, un 0,6% de nadius americans, 6,0% asiàtics, un 0,2% d'illencs del Pacífic, un 1,2% d'altres races i un 3,6% de dues o més races. Els hispans o llatins de qualsevol raça eren el 4,1% de la població.
Hi havia 6.619 llars, en el 46,5% de les quals hi vivien menors de 18 anys, el 65,7% eren parelles casades vivint plegades, el 8,9% tenien una dona cap de família sense marit present, el 4,6% tenien un home cap de família sense esposa present i el 20,8% no eren famílies. En el 16,2% de les llars hi vivia una sola persona, i el 4,9% era una persona de 65 anys o més. De mitjana a les llars hi vivien 2,91 persones, augmentant a 3,27 en el cas d'habitatges ocupats per famílies.
L'edat mitjana a la ciutat era de 36,9 anys. El 31,1% dels residents tenien menys de 18 anys; el 6,5% tenien entre 18 i 24 anys; el 27,1% tenien entre 25 i 44 anys; el 26,8% tenien entre 45 i 64 anys; i el 8,7% tenien 65 anys o més. La composició per gènere de la ciutat era d'un 49,6% d'homes i un 50,4% de dones.

## Educació
La gran majoria de Camas es troba al districte escolar de Camas . Petites parts dels límits de la ciutat es troben dins de les escoles públiques d'Evergreen.

## Agermanaments
Camas manté agermanament amb les següents ciutats, segons l'Oficina del Tinent Governador:
- Hamamatsu, Japó
- Taki, Mie, Japó
- Krapkowice, Polònia
- Morawica, Świętokrzyskie, Polònia
- Zabierzów, Polònia

## Persones notables
- Michael R. Barratt, astronauta de la NASA
- Kenneth Fisher, columnista de Forbes, escriptor i gestor financer[16]
- Jimmie Rodgers, cantant pop dels anys 50
- Wendy Wilson, cantant, membre del grup femení dels anys 90 Wilson Phillips[17]

## Galeria

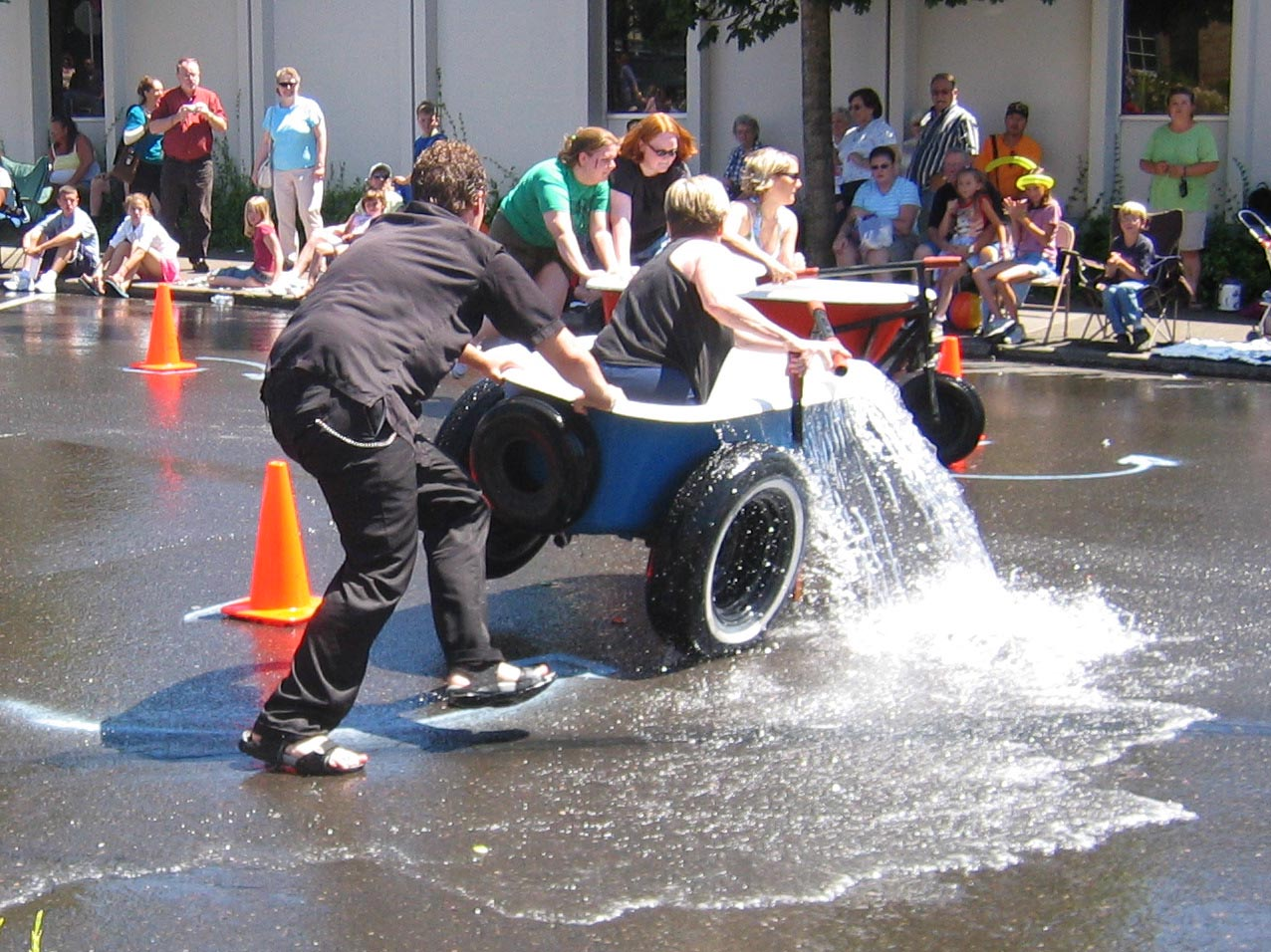
La competència és ferotge a les curses de banyeres dels Camas Days.
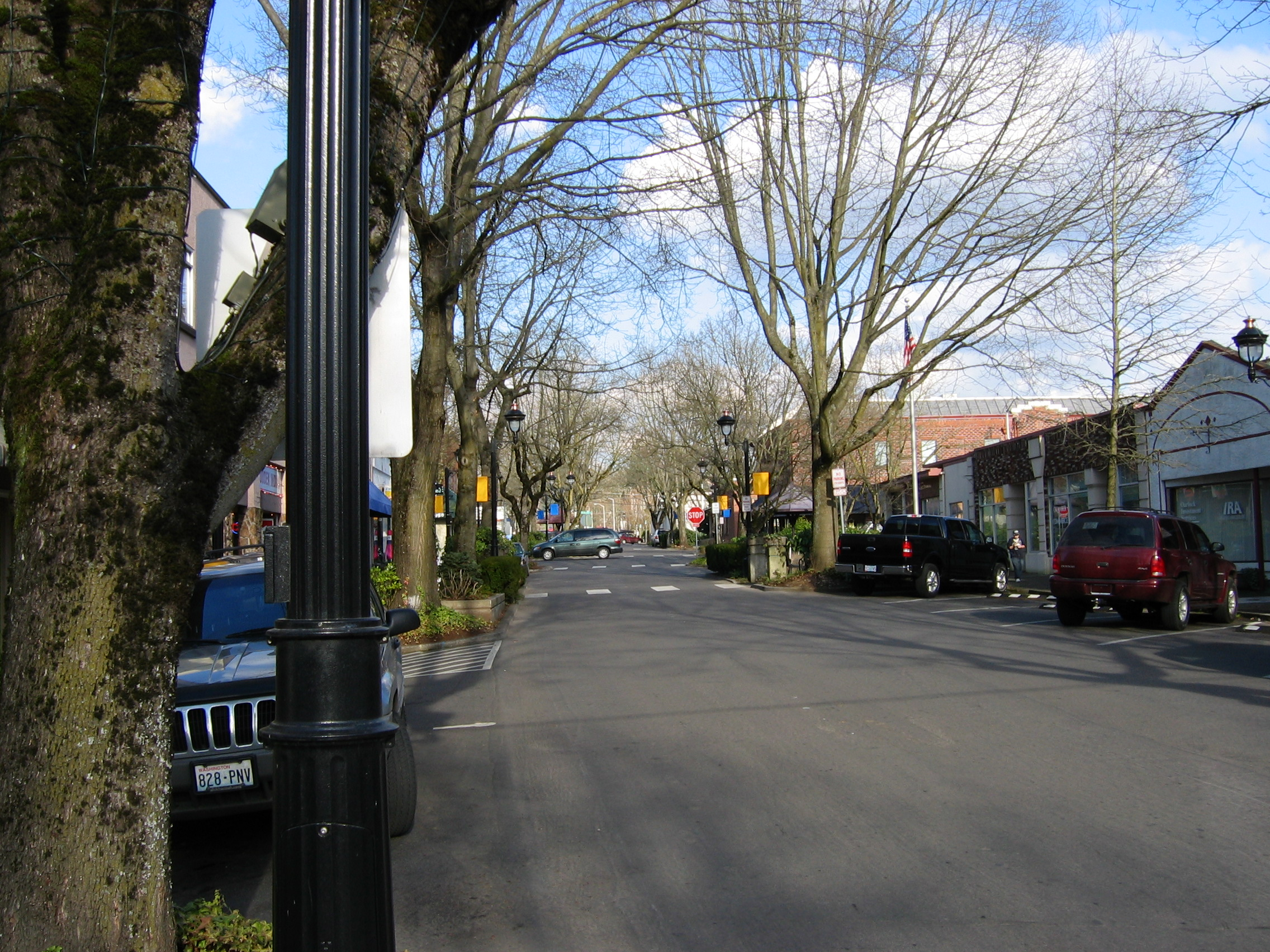
El centre de Camas, mirant cap a l'est
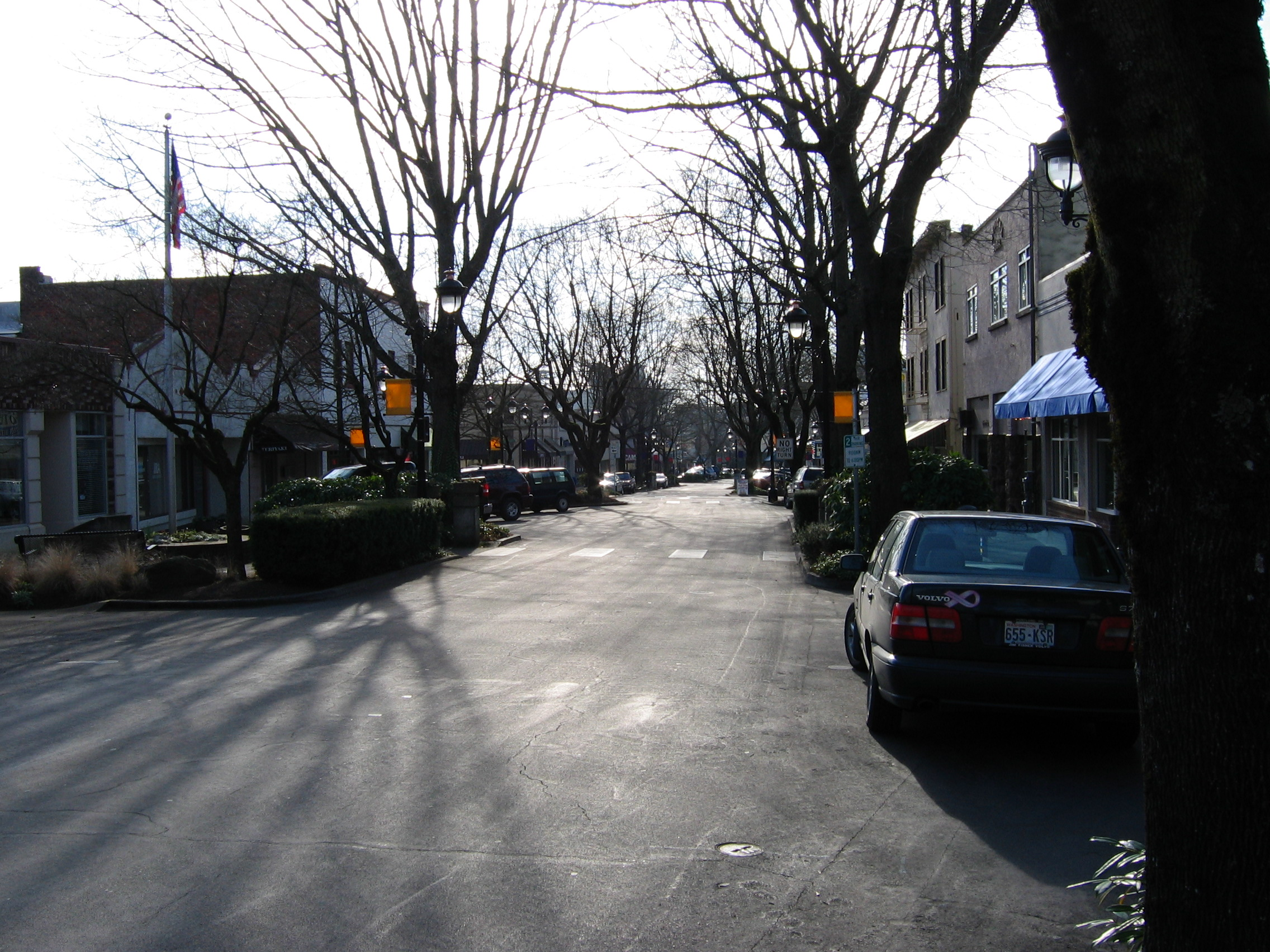
El centre de Camas, mirant cap a l'oest
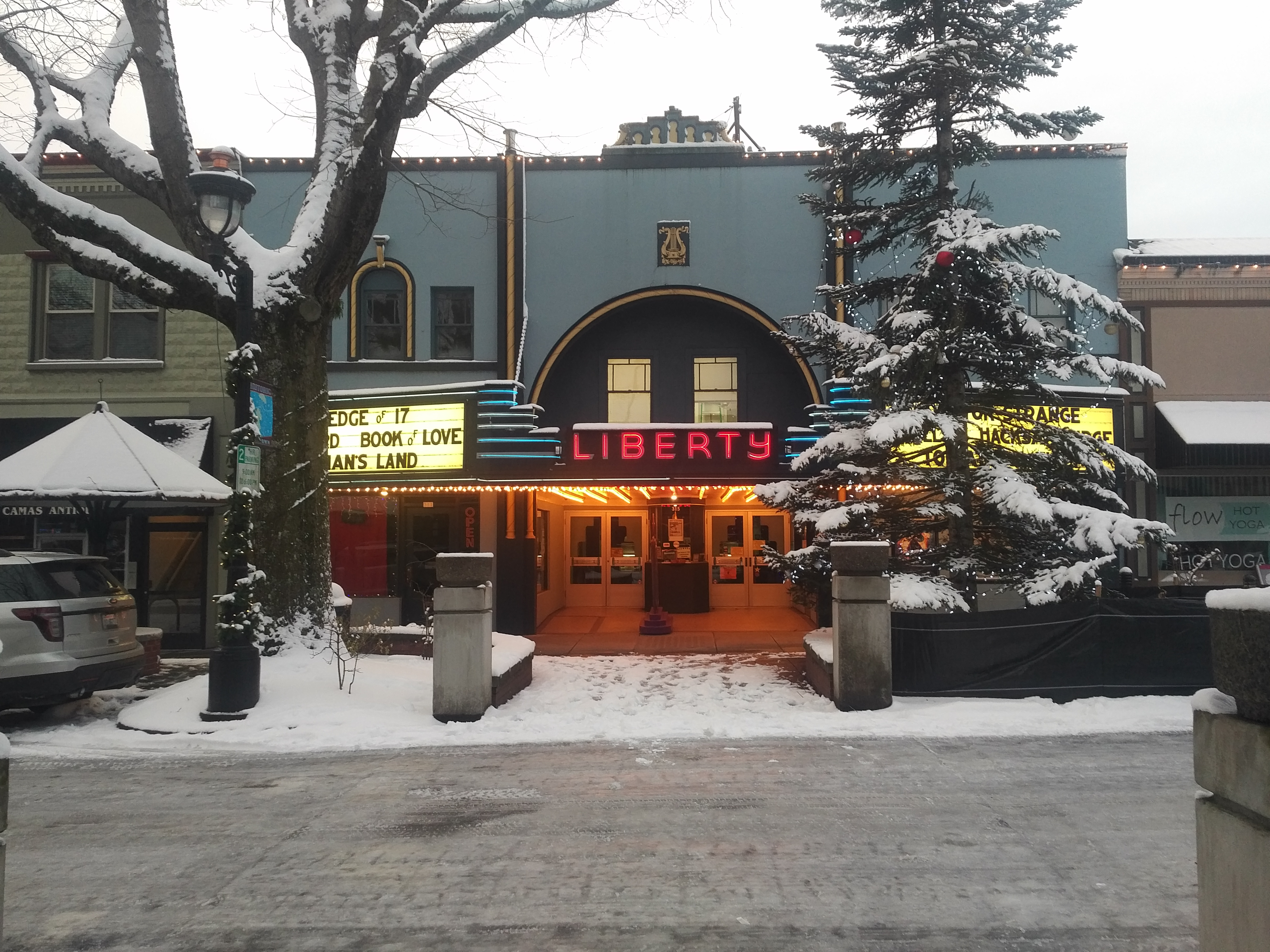
Liberty Theatre al centre de Camas
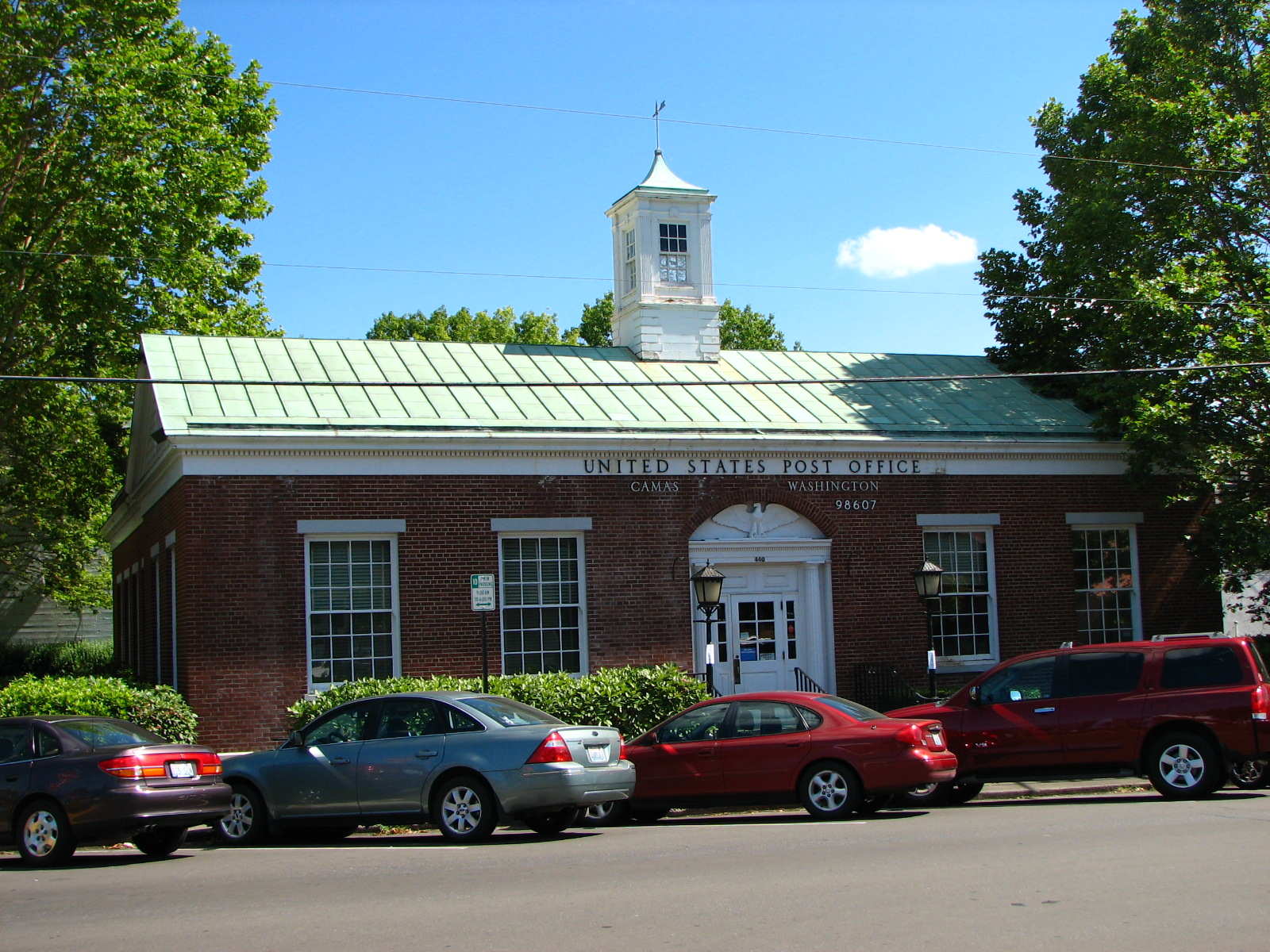
Oficina de Correus dels EUA a Camas
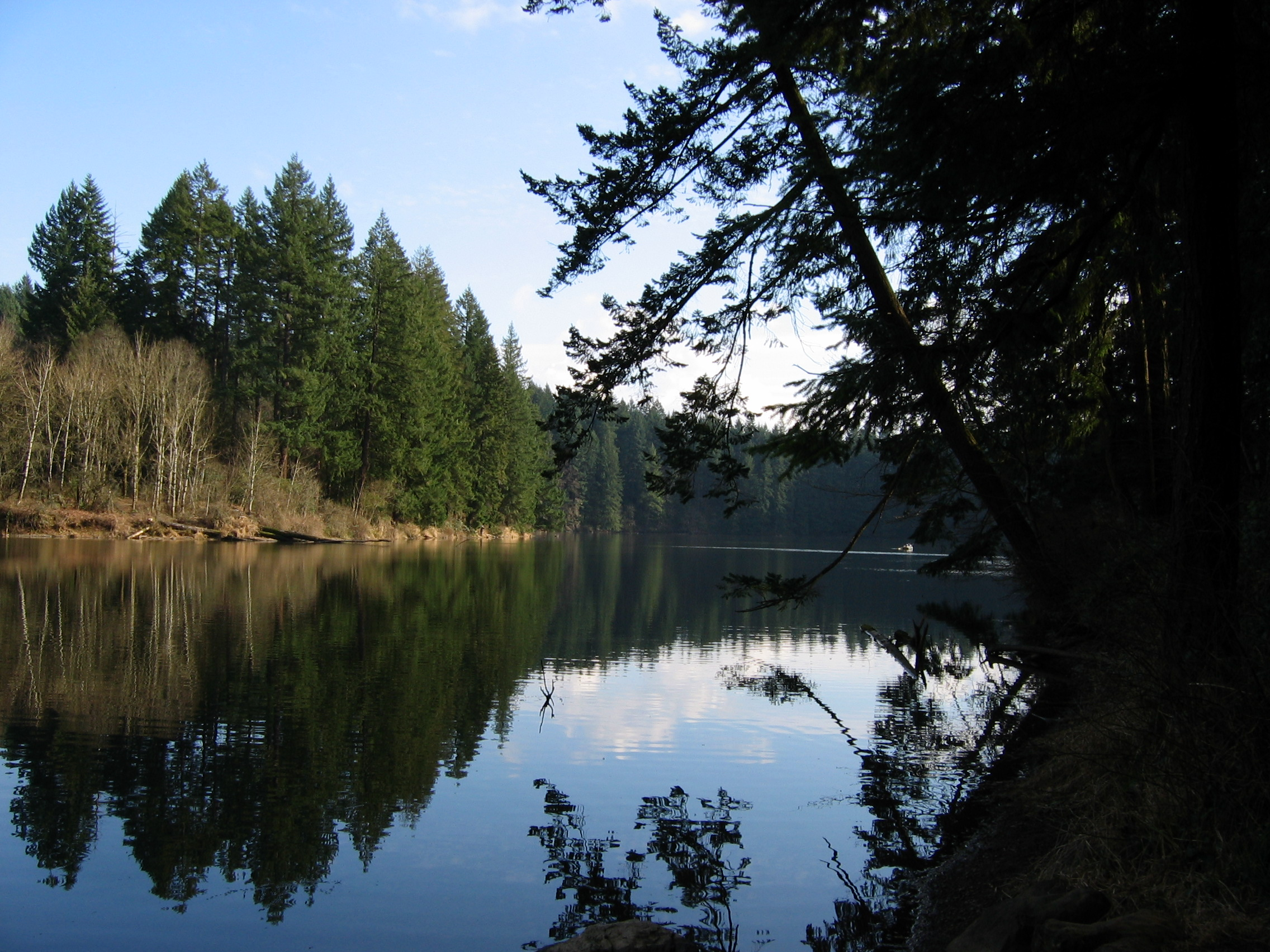
Round Lake
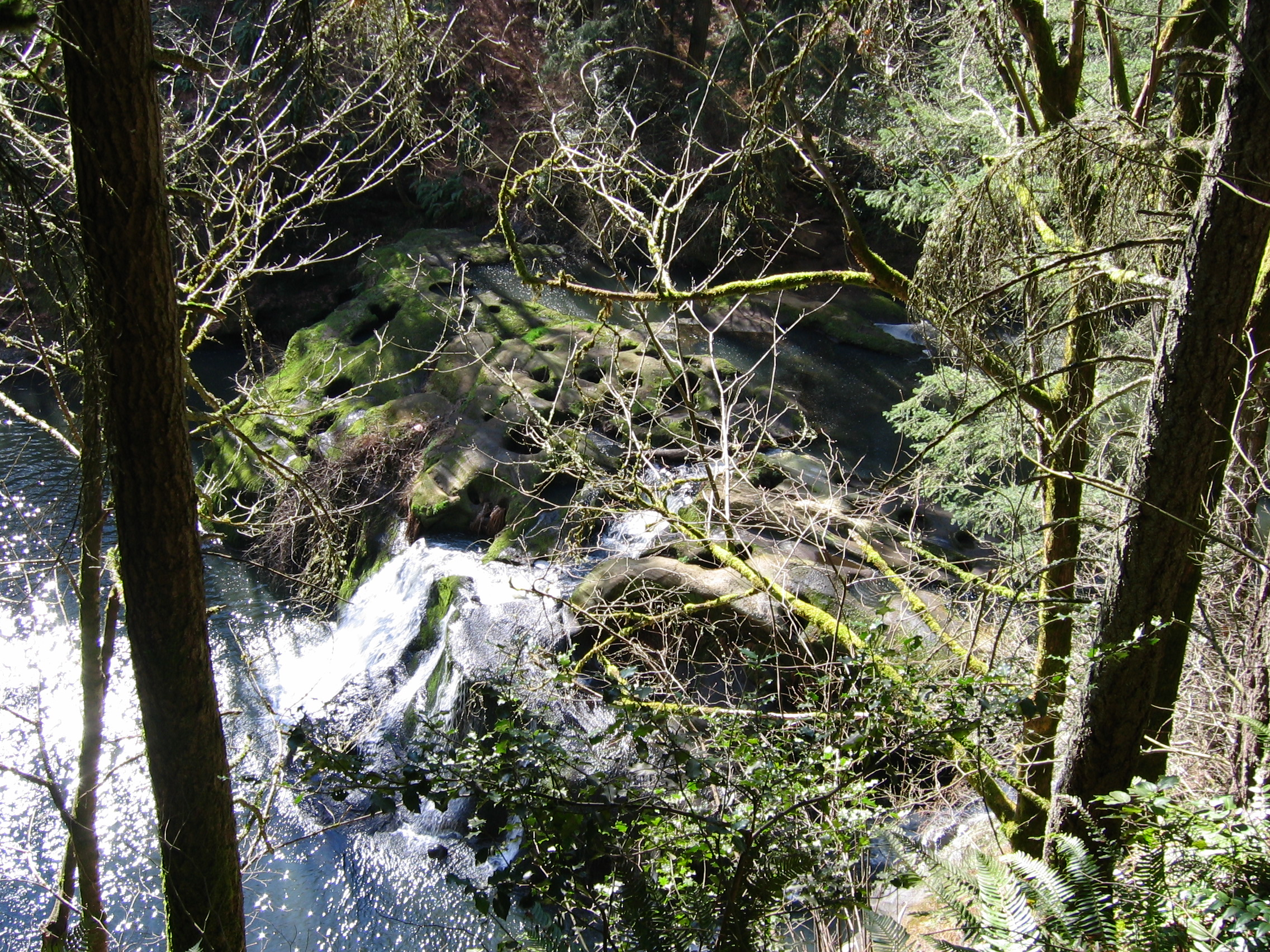
Camas Potholes
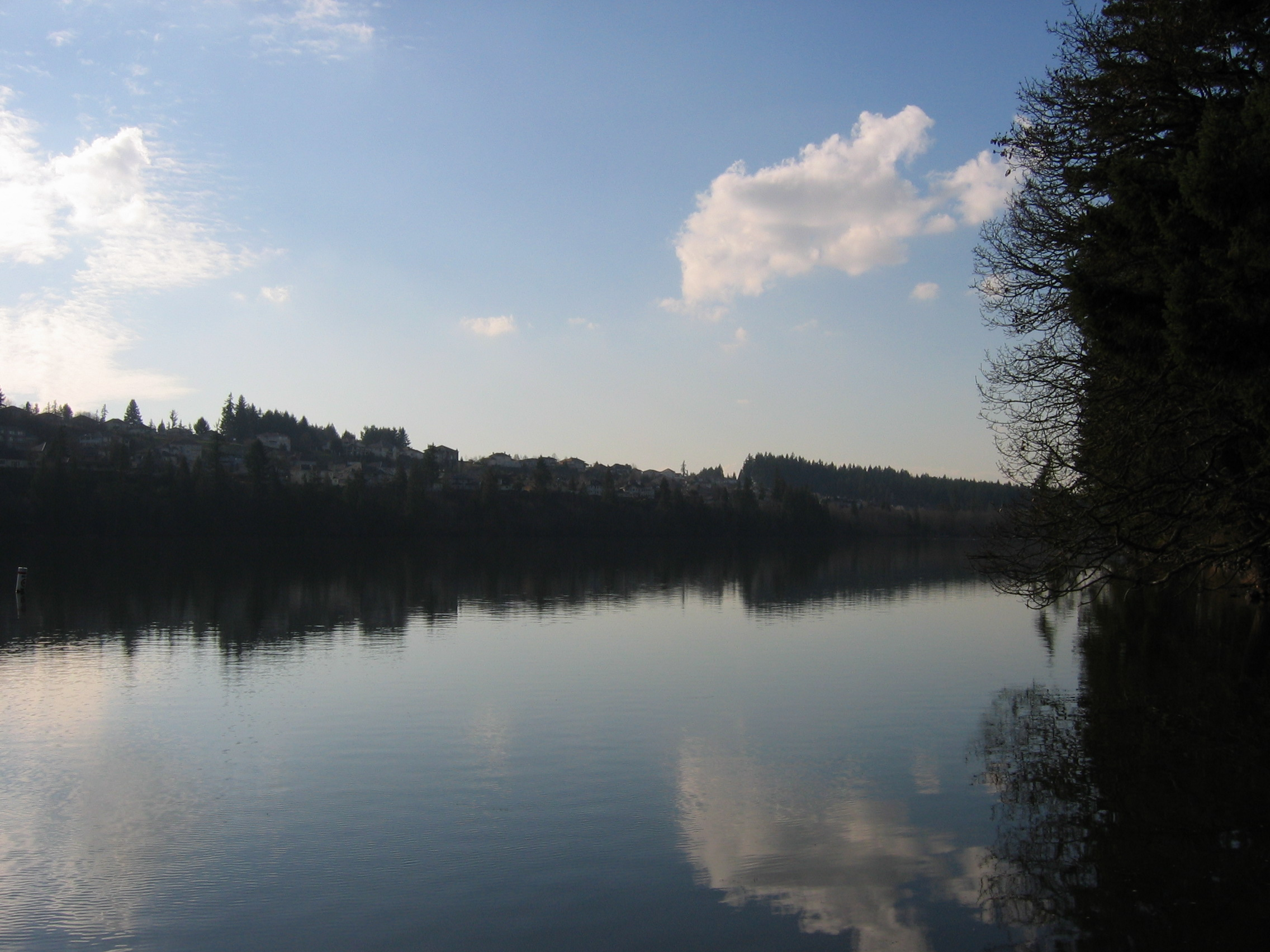
Lacamas Lake